# Митрополит Варшавский и всея Польши
Его Блаженство православный Архиепископ Варшавский и Митрополит всея Польши (пол. Wielce Błogosławiony Prawosławny Arcybiskup Warszawski i Metropolita całej Polski; кратко пол. Metropolita Warszawski i całej Polski) — официальный титул предстоятеля Польской Православной Церкви.
Польская Православная Церковь — одна из самых молодых, и в диптихе Церквей стоит на двенадцатом месте между Албанской и Чешских и Словацких земель. Автокефалию получила в 1948 от Русской Православной Церкви — после политического отказа от автокефалии полученной в 1924 от Константинопольской Церкви.
Ныне возглавляет её митрополит Савва.

## Список митрополитов Варшавских и всея Польши
- 1923—1948 — Дионисий
- 1948—1951 — Тимофей (Шрёттер) (местоблюститель митрополичьего престола)
- 1951—1959 — Макарий
- 1961—1962 — Тимофей
- 1962—1965 — Георгий (Коренистов) (местоблюститель митрополичьего престола)
- 1965—1969 — Стефан
- 1969—1970 — Георгий (Коренистов) (местоблюститель митрополичьего престола)
- 1970—1998 — Василий
- 1998 — н. в. — Савва